# Alsórétfalu
Alsórétfalu (1899-ig Lúki, szlovákul: Lúky) község Szlovákiában, a Trencséni kerületben, a Puhói járásban.

## Fekvése
Puhótól 12 km-re északnyugatra.

## Története
A falut a német jog alapján alapították a 15. században, első írásos említése 1471-ben „Lwchky” alakban történt. Neve a szláv lúky (= rét) főnévből származik. 1475-ben „Luky”, 1504-ben „Luchka”, 1598-ban „Luky Walachorum” néven bukkan fel az írott forrásokban. A lednicai uradalomhoz tartozott. 1787-ben 11 házában 148 családban 842 lakos élt.
A 18. század végén Vályi András így ír róla: „LUKI. Két falu Trentsén Várm. földes Uraik G. Königszeg, Márczibány, Ordódy, és több Uraságok, lakosai katolikusok, fekszenek egyik Nagy Divinhez közel, és annak filiája, földgyeik nem igen termékenyek, piatzozások közel, réttyek, legelőjek, fájok van.”
1828-ban 112 háza és 953 lakosa volt. Lakói pásztorkodással, famegmunkálással, fűrészeléssel foglalkoztak.
Fényes Elek 1851-ben kiadott geográfiai szótárában így ír a faluról: „Luki, tót falu, Trencsén vmegyében: 620 kath., 129 evang., 193 zsidó lak. Kath. paroch. templom. Synagóga. Ékesítik ezen helységet a közbirtokos urak csinos házai és épületei. Határa tágas, erdeje nagy; de földe soványocska; gyümölcse bőven. F. u. a Marczibányi nemzetség. Ut. p. Trencsén 9 óra.”
A trianoni békéig Trencsén vármegye Puhói járásához tartozott.
A háború után lakói kosárfonásból, drótozásból, mezőgazdasági idénymunkákból éltek. A faluban pékség és kőbánya működött.

## Népessége
| Év:            | 1994. | 2004.   | 2014.   | 2024.   |
| -------------- | ----- | ------- | ------- | ------- |
| Emberek száma: | 942   | 952     | 912     | 901     |
| Eltérés:       |       | +1,06 % | -4,20 % | -1,20 % |

| Év:            | 2023. | 2024.   |
| -------------- | ----- | ------- |
| Emberek száma: | 892   | 901     |
| Eltérés:       |       | +1,00 % |

1910-ben 718 lakosából 600 szlovák, 88 német és 30 magyar anyanyelvű volt.
2001-ben 968 lakosából 958 szlovák volt.
2011-ben 913 lakosából 891 szlovák, 7 cseh, 1-1 magyar, morva és ukrán, továbbá 12 ismeretlen nemzetiségű volt.

## Nevezetességei
- Római katolikus temploma eredetileg gótikus stílusú volt korábbi, román stílusú részletekkel. 1612-ben átépítették, majd 1792-ben barokk stílusban alakították át. Gótikus kő keresztelő medencéje van.